# Ptolemaios av Kommagene
Ptolemaios av Kommagene, död 130 f.Kr., var regerande kung av Kommagene mellan 163 f.Kr. och 130 f.Kr.